# Ente Italiano per le Audizioni Radiofoniche
L'Ente Italiano per le Audizioni Radiofoniche (EIAR) est le radiodiffuseur de service public de l'Italie fasciste et la seule entité autorisée à la diffusion par le gouvernement.

## L'histoire
La société a été créée en 1927, après la reprise partielle du radiodiffuseur privé Unione Radiofonica Italiana (URI), qui, depuis 1924 était la seule organisation autorisée à posséder des émetteurs radio et de réaliser des émissions de radio en Italie. Entre 1929 et 1939, l'EIAR réalise pour la première fois des tests de télédiffusion en Italie. 
Pour la plupart de son existence, elle a été dirigée par Giancarlo Vallauri, même s'il a été remplacé en tant que président par Ezio Maria Gris au cours de la période la République sociale italienne.